# The Dancing Nig
Pour plus de détails, voir Fiche technique et Distribution.
The Dancing Nig est un film muet américain réalisé par Gilbert M. Anderson et sorti en 1907.

## Fiche technique
- Titre : The Dancing Nig
- Réalisation : Gilbert M. Anderson
- Scénario :
- Photographie :
- Montage :
- Producteur :
- Société de production : The Essanay Film Manufacturing Company
- Société de distribution : The Essanay Film Manufacturing Company
- Pays de production :  États-Unis
- Langue : film muet avec les intertitres en anglais
- Format : Noir et blanc — 35 mm — 1,33:1 — Muet
- Genre : Comédie
- Durée : 4 minutes
- Dates de sortie :
  - États-Unis : 21 septembre 1907